# 8e Luftwaffen-Felddivisie
De Duitse 8e Luftwaffen-Felddivisie (Duits: 8. Luftwaffen-Feld-Division) was een Duitse infanteriedivisie tijdens de Tweede Wereldoorlog. De divisie werd al snel overgebracht naar de ineenstortende zuidelijke sector van het oostfront. De divisie werd ingezet in de Don-boog en moest daarvandaan terugtrekken naar het westen. Dit geheel leidde tot zware verliezen. In maart 1943 was er van de divisie zo goed als niets meer over en deze werd daarom opgeheven.

## Geschiedenis

### Oprichting en inzet in 1942/43
De 8e Luftwaffen-Felddivisie werd op 29 oktober 1942 op Oefenterrein Milau gevormd uit het Flieger-Regiment 42 plus uit overtollig Luftwaffe-personeel.
De infanterieopleiding van de divisie kon niet afgesloten worden, omdat deze al in november 1942 op transport werd gezet naar de zuid sector van het oostfront. De arriverende onderdelen werden meteen vanuit de trein aan het front gebracht. De divisie kwam vanaf medio december 1942  in actie in de Don-boog en weerde daar aanvallen af van de Sovjettroepen die de buitenring rond Stalingrad probeerden uit te breiden. Deze stellingen konden met veel moeite worden gehouden tot 30 december 1942 en daarna volgde een terugtocht naar de Tsymla tot 2 januari 1943. Vanaf 28 december 1942 was de divisie verzorgingsmatig toebedeeld aan de 294e Infanteriedivisie. In de eerste maanden van 1943 zouden regelmatig onderdelen van de 8e Luftwaffen-Felddivisie onder bevel van deze infanteriedivisie opereren. Tegen 15 januari 1943 lag de divisie al terug achter de Donets). In de daaropvolgende maand volgde een verdere terugtocht noordelijk van Sjachty naar de Mioes, die uiteindelijk begin maart werd overgestoken. 
De gevechten in de Don-boog en de gehele terugtocht waren zeer verliesrijk geweest en van de divisie was niet meer dan een Kampfgruppe over.

### Einde
De Kampfgruppe 8e Luftwaffen-Felddivisie werd in maart 1943 achter de Mioes ingevoegd in de 15e Luftwaffen-Felddivisie als delen voor het nieuwe Luftwaffen-Jäger-Regiment 30. De divisie hield daarmee op te bestaan. De meeste Feldpost-nummers werden op 11 en 12 maart 1943 opgeheven. Delen waren nog tot 19 april 1943 onder bevel van de 294e Infanteriedivisie. Officieel werd de divisie pas in mei 1943 opgeheven.

## Slagorde
- vier Infanteriebataljons I. – IV. (zonder regimentsstaf)
- Panzerjäger-Abteilung Luftwaffen-Feld-Division 8
- Artillerie-Abteilung Luftwaffen-Feld-Division 8
- Flak-Abteilung Luftwaffen-Feld-Division 8
- Radfahrer-Kompanie Luftwaffen-Feld-Division 8
- Luftnachrichten-Kompanie Luftwaffen-Feld-Division 8
- Pionier-Kompanie Luftwaffen-Feld-Division 8
- Kommandeur der Nachschubtruppen Luftwaffen-Feld-Division 8

## Commandanten
| Rang   | Naam            | Begin           | Eind              |
| ------ | --------------- | --------------- | ----------------- |
| Oberst | Hans Heidemeyer | 29 oktober 1942 | 1 februari 1943 † |
| Oberst | Kurt Hähling    | 1 februari 1943 | 15 februari 1943  |

Oberst Heidemeyer sneuvelde door een kopschot bij Trofimov.
 

## Bovenliggende bevelslagen
| Legerkorps      | Leger                   | Legergroep       | Plaats/regio       | Begin            | Eind             |
| --------------- | ----------------------- | ---------------- | ------------------ | ---------------- | ---------------- |
| 17e Legerkorps  | direct onder bevel      | Heeresgruppe Don | Don                | december 1942    | 27 december 1942 |
| 17e Legerkorps  | Armee-Abteilung Hollidt | Heeresgruppe Don | Don, Donets, Mioes | 27 december 1942 | februari 1943    |
| 3e Pantserkorps | 6e Leger                | Heeresgruppe Süd | Don, Donets, Mioes | maart 1943       | maart 1943       |